# Mistrzostwa Polski w Biathlonie 1998
32. Mistrzostwa Polski w biathlonie odbyły się w 1998 w Jakuszycach. Rozegrano osiem konkurencji: cztery konkurencje męskie: bieg indywidualny na dystansie 20 kilometrów, bieg sprinterski na dystansie 10 kilometrów, sztafetę 4 × 7,5 kilometrów i bieg drużynowy oraz cztery konkurencje kobiece: bieg indywidualny na dystansie 15 kilometrów, bieg sprinterski na dystansie 7,5 kilometrów, sztafetę 3 × 7,5 kilometrów i bieg drużynowy.

## Terminarz i medaliści
| Data | Konkurencja                | Złoto                                                                         | Srebro                                                                     | Brąz                                                                       |
| 1998 | Bieg indywidualny mężczyzn | Wojciech Kozub Legia Zakopane                                                 | Jan Ziemianin Legia Zakopane                                               | Mariusz Jakieła Górnik Iwonicz                                             |
| 1998 | Bieg sprinterski mężczyzn  | Jan Ziemianin Legia Zakopane                                                  | Tomasz Sikora Dynamit Chorzów                                              | Wojciech Kozub Legia Zakopane                                              |
| 1998 | Bieg sztafetowy mężczyzn   | Legia Zakopane Wiesław Ziemianin Wojciech Kozub Krzysztof Topór Jan Ziemianin | ?                                                                          | ?                                                                          |
| 1998 | Bieg drużynowy mężczyzn    | Legia Zakopane Wiesław Ziemianin Wojciech Kozub Krzysztof Topór Jan Ziemianin | ?                                                                          | ?                                                                          |
| 1998 | Bieg indywidualny kobiet   | Agata Suszka Dynamit Chorzów                                                  | Halina Guńka Legia Zakopane                                                | Iwona Grzywa Legia Zakopane                                                |
| 1998 | Bieg sprinterski kobiet    | Halina Guńka Legia Zakopane                                                   | Magdalena Grzywa Legia Zakopane                                            | Agata Suszka Dynamit Chorzów                                               |
| 1998 | Bieg sztafetowy kobiet     | Legia Zakopane Magdalena Grzywa Iwona Grzywa Halina Guńka                     | MKS Karkonosze Jelenia Góra Joanna Chwal Agnieszka Wanżewicz Iwona Daniluk | MKS Karkonosze Jelenia Góra Ewelina Daniło Edyta Szajnowska Izabela Daniło |
| 1998 | Bieg drużynowy kobiet      | Legia Zakopane Magdalena Grzywa Iwona Grzywa Halina Guńka                     | MKS Karkonosze Jelenia Góra Joanna Chwal Agnieszka Wanżewicz Iwona Daniluk | MKS Karkonosze Jelenia Góra Ewelina Daniło Edyta Szajnowska Izabela Daniło |